# Dactylobiotus lombardoi
Dactylobiotus lombardoi är en djurart som tillhör fylumet trögkrypare, och som beskrevs av Maria Grazia Binda och Giovanni Pilato 1999. Dactylobiotus lombardoi ingår i släktet Dactylobiotus och familjen Macrobiotidae. Inga underarter finns listade i Catalogue of Life.